# Accidente del río Órbigo

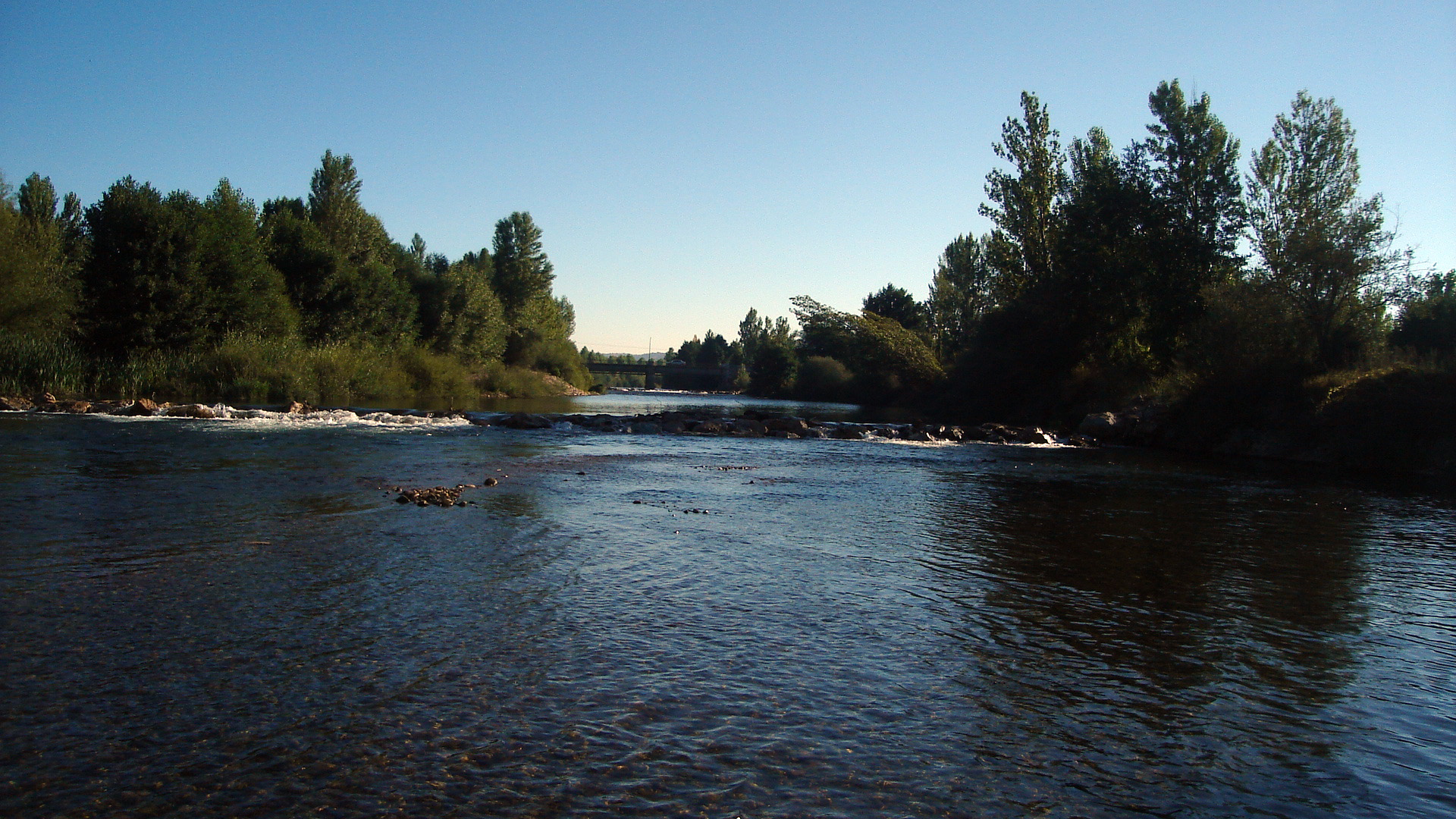
Río Órbigo.

El accidente del río Órbigo fue un grave accidente de circulación ocurrido el 10 de abril de 1979 en el río del mismo nombre.

## Descripción del accidente
El siniestro se produjo aproximadamente a las 16:30 horas del 10 de abril de 1979, cuando el autobús escolar que transportaba de regreso en un viaje de Semana Santa a Madrid a alumnos del colegio vigués de Vista Alegre de 12 a 14 años, a su paso por el puente de Santa Cristina de la Polvorosa, situado a 5 kilómetros de Benavente, chocó contra el propio muro del puente y se precipitó en las aguas del río Órbigo.
En el accidente fallecieron 45 alumnos, 3 profesores y el conductor. Solamente fueron rescatados vivos de las aguas del río 9 alumnos y un soldado que había sido recogido haciendo autostop.

## Posibles causas
El análisis del accidente ha determinado tres posibles causas:
- Según algunos testigos, las lluvias en horas anteriores provocaron que el autobús derrapase a su paso por el puente.
- Otro testigo indicó que el autobús no respetó la limitación de circular a 50 km/h y que eso provocó que derrapase al entrar en la curva de entrada al puente, aunque según el relato de una superviviente, el conductor tenía los ojos llorosos, ya que unos niños le habían puesto polvos pica-pica.
- Otras teorías, indican deficiencias en el diseño del puente.

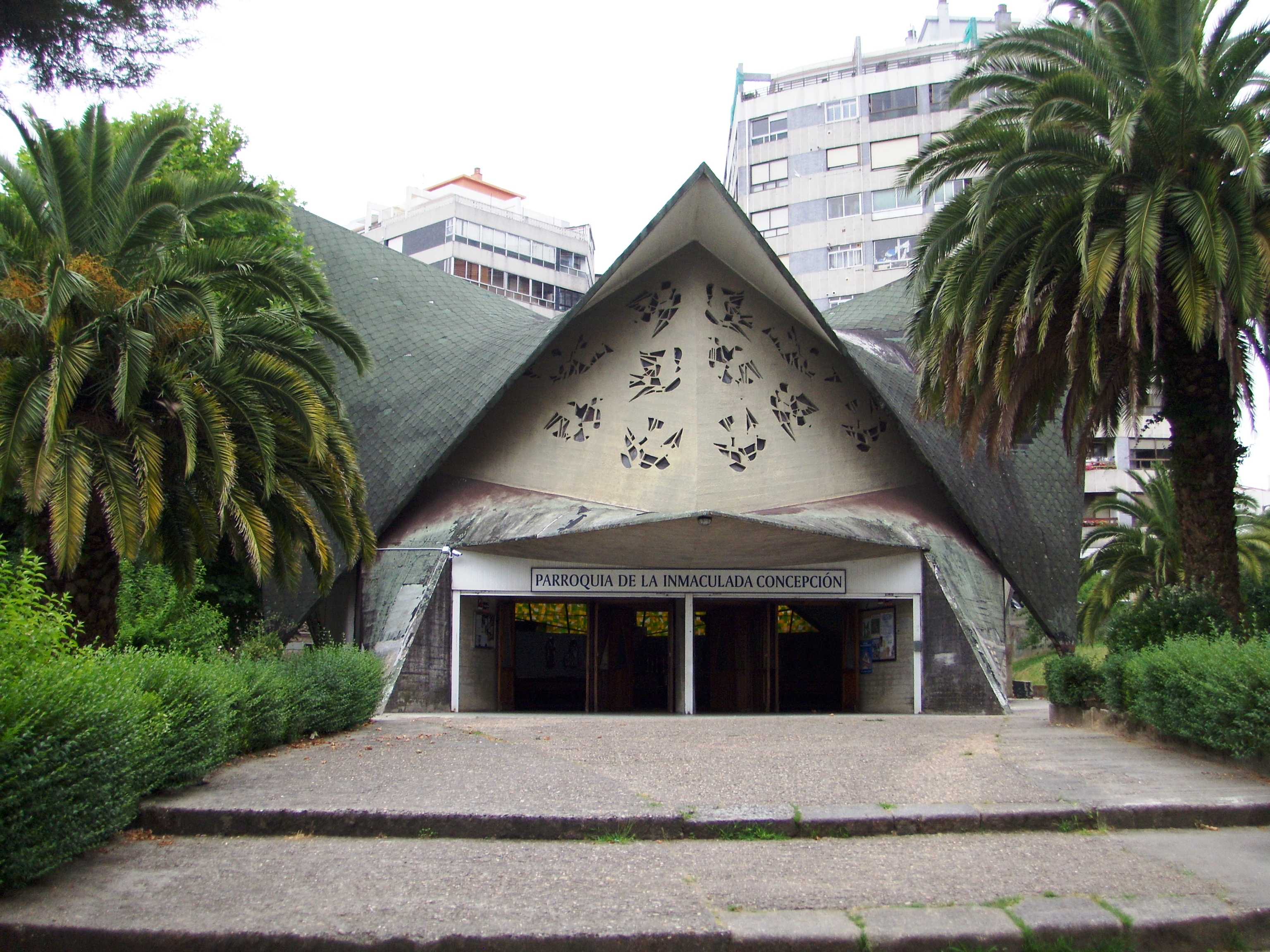
Iglesia parroquial de la Inmaculada Concepción de Vigo.

## Reacciones
El accidente tuvo una gran repercusión en Vigo, la ciudad se tiñó de luto conmocionando a la sociedad viguesa de la época. No se consiguió recuperar todos los cuerpos a la vez, durante varios días los ataúdes fueron llegando a la iglesia de la Inmaculada Concepción de Vigo, parroquia a la que pertenecían la mayoría de los fallecidos, en donde tras un oficio religioso partían para los cementerios. Cuando se recuperaron todos los cadáveres se celebró a finales de abril un multitudinario funeral en el Estadio de Balaídos, al que acudieron 30 000 personas, siendo el día de mayor luto en la historia reciente de la ciudad.